# Uran-9
Uran-9 (ros. Уран-9) – rosyjski bezzałogowy pojazd bojowy typu UCGV (ang. unmanned combat ground vehicle).

## Historia powstania
Opracowany i produkowany od 2015 przez UPTK nr 766 w Nachabino jako pojazd wsparcia ogniowego kombinowanych, lokalnych operacji bojowych – zwiadowczych i antyterrorystycznych. W założeniach jego twórców jest elementem szeroko zakrojonego programu badawczo-rozwojowego armii rosyjskiej, mającego na celu w przeciągu kolejnych dziesięciu lat wyposażyć w trzydziestu procentach jej siły zbrojne w zrobotyzowane i zdalnie sterowane platformy.
Oficjalnie został zaprezentowany we wrześniu 2016 roku na międzynarodowej wystawie uzbrojenia „Army-2016 International Miltary-Technical Forum” w Kubiance.
Udane próby poligonowe przeszedł w 2018 roku i rok później (styczeń 2019) został oficjalnie przyjęty na uzbrojenie armii FR. W kwietniu tego samego roku rosyjski minister obrony Siergiej Szojgu poinformował o wprowadzeniu pierwszych bojowych robotów z serii „Uran-9” do służby liniowej. Specjalna jednostka miała dysponować pięcioma systemami robotycznymi „Uran-9” (dwa roboty rozpoznania i wsparcia ogniowego, ciągnik do ich transportu i mobilne stanowisko dowodzenia) lub 20 pojazdami bojowymi. Od 2016 roku „Uran-9” jest również oferowany klientom zagranicznym.

## Opis konstrukcji
„Uran-9” to lekki, ważący 10-12 ton (w zależności od tego jak podają źródła), bezzałogowy, zdalnie sterowany, pojazd gąsienicowy (dron lądowy), charakteryzujący się bardzo dużą siłą ognia. Na jego standardowe uzbrojenie składają się umieszczone w wieży: działko 2A72 kal. 30 mm, km kal. 7.62 mm PKT/PTKM, cztery przeciwpancerne pociski kierowane 9M120-1 Ataka oraz dwanaście wyrzutni pocisków „Trzmiel-M”. Opcjonalnie mogą to być również przeciwlotnicze pociski 9K338 „Igła” i 9K333 „Verba” lub przeciwpancerne 9M133M „Kornet-M”. Konwencjonalne opancerzenie zapewnia mu ochronę przed amunicja strzelecką i odłamkami. Według Rosoboroneksportu (rosyjskiego eksportera), „Uran-9” może zostać dostosowany do przenoszenia różnego rodzaju uzbrojenia w zależności od wymagań klienta.
Bezzałogowy pojazd jest sterowany z mobilnego stanowiska dowodzenia, które drogą radiową kontroluje ruch pojazdu oraz jego uzbrojenie. Bezzałogowiec wyposażony jest w zdalny system wykrywania i ostrzegania, identyfikacji oraz śledzenia celów. Zrobotyzowany system jest wyposażony w szeroką gamę zdalnie sterowanych modułów i czujników oraz kamery elektrooptyczne i termowizyjne. Pokładowy system kierowania ogniem, składa się z termowizyjnych i elektrooptycznych urządzeń do automatycznego wykrywania, identyfikacji i śledzenia celów oraz komputera balistycznego. Jest w stanie wykryć i śledzić cele przeciwnika z odległości 6 km w dzień i 3 km w nocy. „Uran-9” może pracować w trybie autonomicznym lub ręcznym. W trybie autonomicznym pojazd może automatycznie identyfikować, wykrywać, śledzić i niszczyć cele wroga na podstawie zaprogramowanej ścieżki wyznaczonej przez operatora znajdującego się w mobilnym stanowisku dowodzenia. Może być również sterowany bezpośrednio za pomocą przenośnego panelu sterującego w trybie ręcznym.
Prędkość maksymalna pojazdu to 35 km/h, a zasięg 200 km.

## Użycie bojowe
W 2019 roku pojawiły się informacje o bojowym użyciu pojazdu podczas konfliktu w Syrii. Media donosiły wtedy o licznych wadach pojazdu, na które składały się trudności ze zdalnym operowaniem i mobilnością pojazdu (niska sprawność elementów zawieszenia), kontrolą ognia (niestabilna praca działka, brak możliwości prowadzenia ognia w ruchu), niedoskonałości systemów zwiadowczo-obserwacyjnych (optoelektronika), ogólnych trudności z wykonywaniem powierzonych mu misji (niska „świadomość sytuacyjna”). W rezultacie „Uran-9” został oceniony jako niezdolny do wykonywania stawianych przed nim zadań.
W tym samym roku pojazd był już oficjalnie przyjęty na uzbrojenie armii rosyjskiej, a zastępca szefa sztabu generalnego sił zbrojnych FR gen. Igor Makuszew oficjalnie informował o usunięciu tych wad.